# Saia Fainga'a
Saia M. Fainga'a (Queanbeyan, 2 febbraio 1987) è un rugbista a 15 australiano, che gioca nel ruolo di tallonatore. Al momento è senza squadra.

## Biografia
Nativo di Queanbeyan, città del Nuovo Galles del Sud non lontana dalla capitale federale Canberra, Saia Fainga'a, la cui famiglia è di origine parzialmente aborigena, è fratello gemello di Anthony, come lui giocatore dei Reds (nel ruolo di tre quarti centro) e della Nazionale.
Debuttante a livello professionistico nei Brumbies di Canberra, Saia Fainga'a decise di lasciare il club nel 2008 quando a suo fratello non fu rinnovato il contratto; si spostò quindi con lui ai Reds, franchise che rappresenta il Queensland in Super Rugby.
Con tale club Fainga'a ha vinto il Super 15 nella stagione 2011, il primo per tale compagine nell'era professionistica.
Negli Wallabies Fainga'a esordì nel giugno 2010 a Canberra contro Figi e in seguito ha fatto parte della squadra che ha vinto il Tri Nations 2011 e che, pochi mesi dopo, si è aggiudicata il terzo posto finale alla Coppa del Mondo di rugby 2011 in Nuova Zelanda.

## Palmarès
- Super Rugby: 1
Reds: 2011